# Hermàgores de Temnos
Hermàgores (en grec antic: Ἑρμαγόρας, llatí: Hermagoras) va ser un destacat retòric grec del temps de Gneu Pompeu i Ciceró. Era natural de Temnos, a l'Eòlia (Àsia Menor).
Pertanyia a l'escola de Rodes, i sembla que va intentar excel·lir més com a orador que com a mestre de retòrica. Però és conegut sobretot com a professor de retòrica. Va dedicar una especial atenció a la invenció, i va fer una divisió pròpia de les parts de l'oració, diferent de la que feien altres retòrics. Ciceró es va oposar a aquest sistema, però Quintilià el va defensar. De totes maneres, l'afany de sistematitzar les parts de l'oració el va fer perdre el punt de vista pràctic, des del que s'ha d'entendre el discurs. Va ser autor de diversos llibres actualment perduts, però la Suda n'esmenta els títols: Ρητορικαί, Περὶ ἐξεργασίας, Περὶ φράσεως, Περὶ σχηνάτων, i Περὶ πρέποντος.
Pompeu, al seu retorn de l'Àsia, va discutir amb un retòric de nom Hermàgores a l'illa de Rodes, i probablement era aquest, però alguns historiadors pensen que va poder ser Hermàgores Carió. A més d'aquest episodi, es coneix la seva rivalitat amb Ateneu, un retòric grec que definia la retòrica com l'art d'enganyar.